# Boucif Ouled Askeur
Boucif Ouled Askeur (în arabă بوسيف أولاد عسكر) este o comună din provincia Jijel, Algeria.
Populația comunei este de 13.416 locuitori (2008).